# رقروق لامع الثمار
الرقروق لامع الثمار أو القضيب أو الخشين أو الرعل (باللاتينية: Helianthemum lasiocarpum) نوع نباتي يتبع جنس الرقروق من الفصيلة القريضية.

## الموئل والانتشار
النبات واطن في بلاد الشام والمغرب العربي وإسبانيا.

## مرادفات للاسم العلمي
- (باللاتينية: Helianthemum ledifolium subsp. lasiocarpum Bornm.)